# Maisie Williams

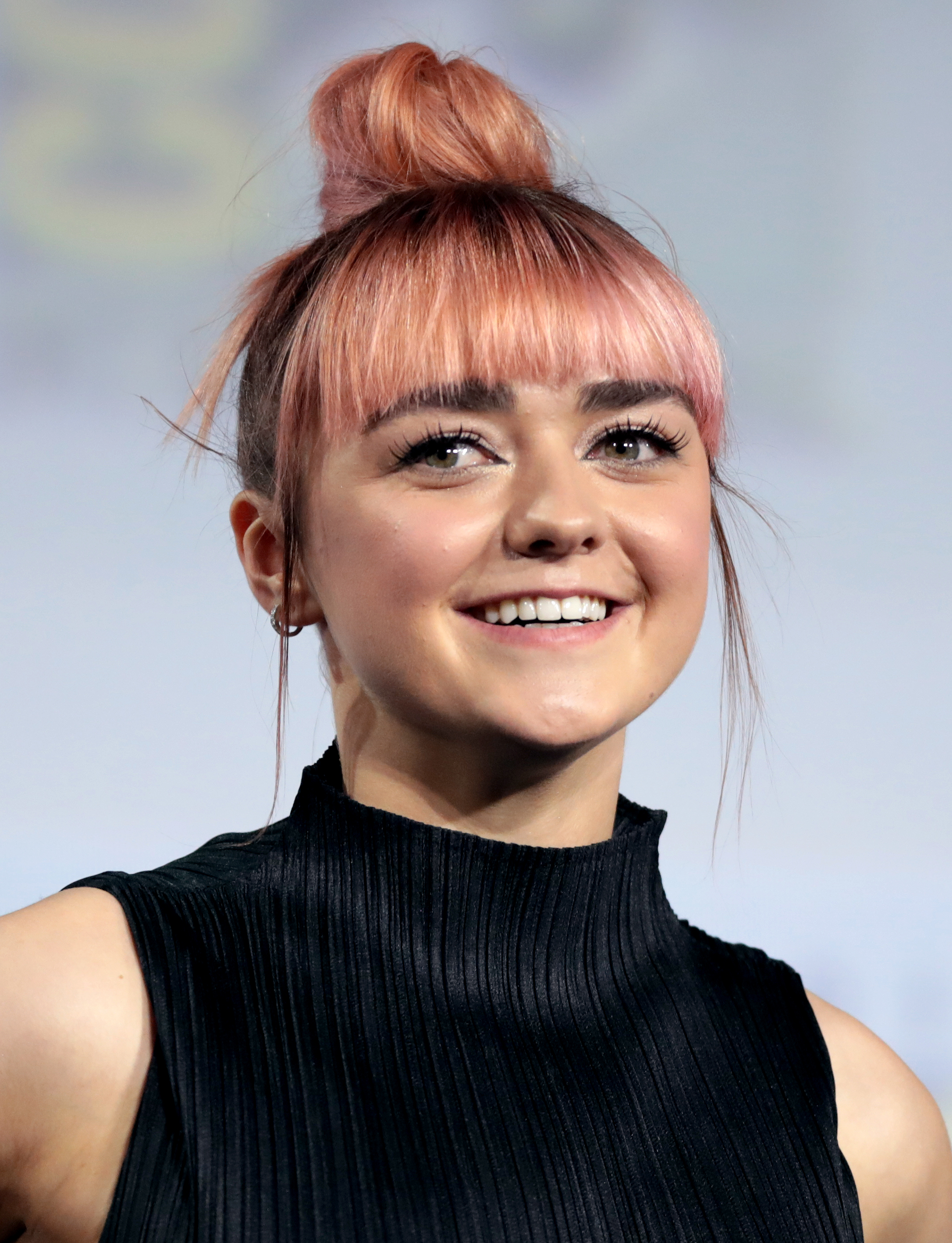
Maisie Williams (2019)

Maisie Williams, właśc. Margaret Constance Williams (ur. 15 kwietnia 1997 w Bristolu) – brytyjska aktorka, występowała jako Arya Stark w serialu telewizyjnym Gra o tron.

## Kariera
Jej pierwszą pasją był taniec, jako aktorka zadebiutowała rolą Aryi Stark w serialu telewizyjnym Gra o tron produkowanym przez HBO, za którą zebrała pozytywne opinie. Zap2it nazwał Williams „wspaniale przebojową”, zaś The Daily Telegraph „fantastyczną”.
Williams pojawiła się w 2012 jako Loren Caleigh w produkowanym przez BBC dramacie telewizyjnym The Secret of Crickley Hall.
W 2015 zagrała główną rolę w filmie telewizyjnym Cyberszantaż.
Występowała też gościnnie jako Ashildr w 9 sezonie serialu Doctor Who, u boku Petera Capaldiego.

## Filmografia

### Filmy
| Rok  | Tytuł                      | Rola                       | Uwagi            |
| ---- | -------------------------- | -------------------------- | ---------------- |
| 2012 | The Olympic Ticket Scalper | Scraggly Sue               | krótkometrażówka |
| 2013 | Up on the Roof             | Trish                      | krótkometrażówka |
| 2013 | Heatstroke                 | Josie O’Malley             |                  |
| 2014 | Corvidae                   | Jay                        | krótkometrażówka |
| 2014 | Złoto                      | Abbie                      |                  |
| 2015 | Upadające                  | Lydia Lamont               |                  |
| 2016 | Księga miłości             | Millie                     |                  |
| 2016 | iBoy                       | Lucy                       |                  |
| 2017 | Mary Shelley               | Isabel Baxter              |                  |
| 2018 | Jaskiniowiec               | Goona                      | głos             |
| 2018 | Kiedy się pojawiłaś        | Skye                       |                  |
| 2020 | Nowi mutanci               | Rahne Sinclair / Wolfsbane |                  |
| 2020 | The Owners                 | Mary                       |                  |

### Telewizja
| Rok             | Tytuł                       | Rola                             | Uwagi              |
| --------------- | --------------------------- | -------------------------------- | ------------------ |
| 2011–2017, 2019 | Gra o tron                  | Arya Stark                       | w gł. obsadzie     |
| 2012            | The Secret of Crickley Hall | Loren Caleigh                    | 3 odcinki          |
| 2014            | Robot Chicken               | różne głosy                      | 2 odcinki          |
| 2015            | Cyberszantaż                | Casey Jacobs                     | film telewizyjny   |
| 2015            | Doktor Who                  | Ashildr                          | 4 odcinki          |
| 2019–2021       | Gen: Lock                   | Cameron 'Cammie' MacCloud (głos) | 15 odc.            |
| 2020            | Two Weeks to Live           | Kim Noakes                       | gł. rola, 6 odc.   |
| 2022            | Pistol                      | Jordan                           | miniserial, 6 odc. |
| 2024            | Nowy styl                   | Catherine Dior                   | w gł. obsadzie     |